# Guild Wars
Guild Wars (deutsch: Gildenkriege) ist ein Onlinespiel, das von dem Entwickler ArenaNet als Competitive Online Roleplaying Game (CORPG) bezeichnet wird. Die Benutzung des Spiels ist gebührenfrei.
Es gibt bisher drei eigenständige Kampagnen, die sowohl alleine als auch in Kombination gespielt werden können, sowie eine Erweiterung. Im Frühjahr 2007 hat ArenaNet den Nachfolger Guild Wars 2 angekündigt, welcher am 28. August 2012 veröffentlicht wurde.
Guild Wars erreichte hohe Platzierungen in den Computerspiele-Charts. Mehr als 7 Millionen Mal wurde Guild Wars seit dem Release verkauft, wobei etwa die Hälfte der Käufe auf Europa entfällt (Stand 1. September 2010).

## Spielablauf
Alle Gebiete sind instanzierte Außenareale, so dass eine Gruppe nur in Städten und sogenannten Außenposten gebildet werden kann. Instanzen können von bis zu acht – in speziellen Fällen mehr bzw. auch nur alleine – Teammitgliedern betreten werden. In diesen Instanzen der Außenareale halten sich je nach Zusammensetzung der Gruppe mit computergesteuerten Gefolgsleuten (englisch Henchmen, von Spielern auch NPC oder Henchies genannt) oder einer gemischten Gruppe aus menschlichen und computergesteuerten Mitspielern, neutrale NPCs (Verbündete, Questgeber, Kaufleute, Sammler) und Gegner auf. Es ist nicht möglich, andere menschliche Spieler, die sich vorher nicht in der Gruppe befanden, in den Instanzen zu treffen, außer in den Missionen Vizunahplatz und Verschlafene Gewässer der Kampagne Factions, in welchen jeweils eine andere Gruppe von bis zu 8 menschlichen Spielern angetroffen werden kann. Dies trägt zu einer merklichen Server-Entlastung bei, kann aber auch zu einem Verlust der Spielatmosphäre führen, da sich nicht mehrere oder tausende Spieler gleichzeitig im selben Gebiet aufhalten. Die Anzahl der Monster in einem Gebiet ist endlich: Sind alle eliminiert, spawnen keine neuen mehr. Allerdings erscheinen die zuvor erlegten Gegner wieder, sobald man die Instanz verlässt und neu betritt. Durch das Eliminieren aller Gegner eines Gebiets („Bezwingen“) im freischaltbaren schweren Modus erhält der Spieler zusätzliches Gold und Erfahrungspunkte. Durch Instanzierung können keine schwächeren Spieler angegriffen (Ganker) oder Gebiete geplündert werden (Looter). Spielen mehrere Spieler in einer Gruppe, teilen sie sich das fallengelassene Gold der Gegner, andere Items werden für bestimmte Spieler reserviert.
Der Spieler kann in Guild Wars alleine, mit anderen Spielern oder von computergesteuerten Gefolgsleuten unterstützt eine Instanz betreten, wobei seit der Erscheinung von Nightfall ein Heldensystem hinzugekommen ist.
Spezialisierte Berufe und Professionen wie in anderen MMORPG gibt es nicht. Der Charakter kann durch das weitere Sammeln von Erfahrungspunkten sogenannte Fertigkeitspunkte bekommen. Jeder Charakter wählt bei Spielbeginn während eines Tutorials eine individuelle Kombination aus zwei Charakterklassen, wobei die Sekundärklasse im Laufe des Spiels bei einem Klassenwechsler geändert werden kann. Die Primär- und Sekundärklasse bietet dem Charakter den Zugriff auf insgesamt 150–200 frei wählbare Fertigkeiten, sobald sie freigeschaltet beziehungsweise erlernt wurden. Auch besitzt jede Klasse vier bis fünf eigene Attribute, die über die Wirkung der Fertigkeiten oder den mit der Waffe erzielten Schaden entscheiden. Jede Klasse hat ein Primärattribut, angeborene Fertigkeit genannt, welches nur bei der Erstklasse zur Verfügung steht. Entscheidend für die Funktion der Klasse ist die Verteilung der Attributpunkte und die Zusammensetzung der Fertigkeiten (build). In einer Instanz beziehungsweise Mission kann ein Charakter immer nur acht selbst ausgewählte Fertigkeiten benutzen. Darunter kann sich eine Elite-Fertigkeit befinden. Durch die Kombination von Attributspunkten, Sekundärklasse und Fertigkeiten ergeben sich taktische Komponenten für die jeweilige Instanz und für die Funktion der Klassen für die Gruppe im Spiel: Die Absprache vor dem Betreten einer Instanz ist ein wesentliches Element in Guild Wars, damit die einzelnen Teilnehmer der Gruppe wissen, welche Strategie sich aufgrund der Gruppenstruktur anbietet, da jede Klasse im Kampf spezielle Funktionen ausübt. Für die Absprache ist ein Verständnis der Klassen nötig, um die Klasse im Kampf möglichst effektiv zu spielen und somit die Gruppe bestmöglich zu unterstützen. Daher sind für den Sieg nicht Gegenstände wie Waffen, besondere Fertigkeiten oder die Charakterstufe entscheidend, sondern Zusammenspiel und die Kombination der vielen verschiedenen Fähigkeiten der Klassen, sowie das Verständnis für die Feinheiten der Spielmechanik.

### Charakterklassen
In Guild Wars gibt es zehn verschiedene Klassen, wobei jeder Charakter eine Haupt- und wahlweise eine Nebenklasse (Primär- und Sekundärklasse) hat. Insgesamt sind somit außer den zehn Hauptklassen noch 90 verschiedene Klassenkombinationen möglich. Das Primärattribut (siehe Tabelle), das Aussehen und auch die Rüstungsklasse sind ausschließlich von der gewählten Hauptklasse abhängig. Trotzdem können alle Fertigkeiten der Nebenklasse ebenfalls eingesetzt werden. Da auf das Primärattribut der Sekundärklasse aber keine Punkte vergeben werden können, ist die Benutzung von Fertigkeiten dieses Attributs nur selten sinnvoll.
Jede Klasse hat bis zu 9 Attribute, welche aus einem Pool von 200 Attributspunkten bei der Sekundärklasse bis auf Rang 12 (≙ 97 Attributspunkten) und bei der Primärklasse (durch Benutzung von Runen) bis auf Rang 16 erhöht werden können.
Daraus ergibt sich bei ca. 100 möglichen Fertigkeiten pro Klasse eine hohe Zahl von Kombinationsmöglichkeiten, was eine Vielzahl individueller Charaktere zulässt.
Durch die Kombination der Klassen (z. B. Primär Krieger und Sekundär Mönch) ergeben sich verschiedene taktische Variationen. Die Kombination Krieger/Mönch eignet sich besser zum Nahkampf als ein Mönch/Krieger, da der Rüstungsbonus von der Primärklasse abhängt.
Umgekehrt ist ein Krieger/Mönch auf Grund des fehlenden Attributs Gunst der Götter, des geringeren Energievorrates und der schlechteren Energieregeneration als Heiler für die ganze Gruppe ungeeignet, kann sich aber selber mittelmäßig heilen.
Die Klassen Assassine und Ritualist sind nur im Spiel Factions und die Klassen Derwisch und Paragon sind nur im Spiel Nightfall als Primärklasse wählbar, können dann aber in allen Kapiteln gespielt werden. Die anderen 6 Klassen sind in allen Guild-Wars-Teilen wählbar, wobei sich das Aussehen der Charaktere und die Rüstungen je nach Kapitel unterscheiden.
| Klassen                            | Assassine         | Derwisch           | Elementarmagier    | Krieger            | Mesmer             |
| Primärattribut                     | Kritische Stöße   | Mystik             | Energiespeicherung | Stärke             | Schnellwirkung     |
| Sekundärattribute                  | Dolchbeherrschung | Sensenbeherrschung | Erdmagie           | Taktik             | Beherrschungsmagie |
| Sekundärattribute                  | Schattenkünste    | Erdgebete          | Feuermagie         | Axtbeherrschung    | Illusionsmagie     |
| Sekundärattribute                  | Tödliche Künste   | Windgebete         | Luftmagie          | Hammerbeherrschung | Inspirationsmagie  |
| Sekundärattribute                  |                   |                    | Wassermagie        | Schwertkunst       |                    |
| maximaler inhärenter Rüstungsbonus | 70                | 70                 | 60                 | 80                 | 60                 |

| Klassen                            | Mönch            | Nekromant      | Paragon           | Ritualist               | Waldläufer               |
| Primärattribut                     | Gunst der Götter | Seelensammlung | Führung           | Macht des Herbeirufens  | Fachkenntnis             |
| Sekundärattribute                  | Heilgebete       | Blutmagie      | Motivation        | Kanalisierungsmagie     | Tierbeherrschung         |
| Sekundärattribute                  | Peinigungsgebete | Flüche         | Befehlsgewalt     | Wiederherstellungsmagie | Treffsicherheit          |
| Sekundärattribute                  | Schutzgebete     | Todesmagie     | Speerbeherrschung | Zwiesprache             | Überleben in der Wildnis |
| maximaler inhärenter Rüstungsbonus | 60               | 60             | 80                | 60                      | 70                       |

### Gilden
Gilden spielen in Guild Wars eine wichtige Rolle, da Teamplay, vor allem im PvP, sehr wichtig ist. Das integrierte System ermöglicht es den Spielern, sich in Gruppen von bis zu 100 Spielern zusammenzuschließen. Die Spieler teilen sich neben einem gemeinsamen Tag hinter dem Charakternamen auch die Gildenhalle und einen individuell erstellten Umhang. Die Gilden besitzen eine Hierarchie (Anführer, Offiziere und Mitglieder), die sich auch in unterschiedlichen Rechten widerspiegelt (Gilde auflösen, Mitglieder befördern/degradieren, Gildenkampf beginnen etc.).
Gildenmitglieder können sich auch untereinander mittels der Chat-Funktion im Spiel in einem privaten Channel verständigen.

Seit Guild Wars Factions ist es Gilden möglich eine Allianz mit bis zu 9 anderen Gilden einzugehen, um die Herrschaft über eine Stadt zu erkämpfen. Eine Allianz muss sich entweder den Luxon oder den Kurzick, zwei konkurrierenden Fraktionen, anschließen.
Hat sich eine Gilde ein Himmelssigill in der Halle der Helden erkämpft, oder von einem Spieler oder Händler erkauft, so kann sie damit eine der zahlreichen verschiedenen Gildenhallen erwerben. Dort können sich die Mitglieder und Allianzmitglieder treffen und Gildenkämpfe austragen.

### Städte
Städte können bis zu 250 Spieler beherbergen. Wird diese Zahl überschritten so wird eine neue Stadt-Instanz („Distrikt“) eröffnet. In der europäischen Region sind die Städte in sieben Sprachen (Deutsch, Englisch, Französisch, Italienisch, Polnisch, Spanisch, Russisch) aufgeteilt. Die Spieler können, so lange die Maximalzahl in einer Instanz nicht erreicht ist, frei zwischen den Instanzen wechseln, auch in die einer anderen Sprache. Darüber hinaus gibt es eine internationale Instanz, in der man sich auch mit Spielern aus den anderen fünf Regionen treffen kann. In Städten kann man somit mit anderen Spielern in Kontakt treten, um beispielsweise Gruppen zu bilden, Handel zu treiben oder neue Mitglieder für seine Gilde anzuwerben.

### Spieler gegen Umgebung
Während die PvP-Charaktere ausschließlich Zugang zu den Arenen haben, besitzen die Rollenspiel-Charaktere vollen Spielzugang. Sie können neben den kooperativen (Haupt-)Missionen – die die Handlung des Spiels erzählen – eine Vielzahl von Quests erledigen, um Erfahrung und Fertigkeiten zu sammeln oder einfach nur auf Monsterjagd gehen, durch die man Gegenstände wie Waffen, Handwerksmaterialien oder Runen bekommen kann. Durch das Freischalten von Fähigkeiten, Runen, sowie Waffenupgrades durch PvE-Charaktere kann man diese Gegenstände bei dem zum Account gehörigen PvP-Charakteren einsetzen.

#### Helden-System
Das Helden-System ist ein mit Guild Wars: Nightfall eingeführtes Feature. Im Laufe des Spiels können hierbei 16 NPCs freigespielt werden. In Guild Wars: Eye of the North stehen 10 weitere NPCs zur Verfügung. In einigen Missionen oder Quests muss ein bestimmter Held dabei sein, um sie antreten zu können. Die Helden werden dann vom Spieler mit Waffen, Fertigkeiten und Rüstungen ausgestattet. Jedes Teammitglied in einer Gruppe kann maximal sieben Helden bis zum Erreichen der maximalen Gruppengröße in der Gruppe haben. Diese Helden erscheinen wie alle anderen Spieler und Gefolgsleute im Gruppenfenster. Die Helden können während des Spiels vom Spieler, der sie mitgenommen hat, gesteuert werden, was mit Gefolgsleuten nur bedingt möglich ist. Diese Steuerung erfolgt über Flaggen am Kompass, der ein wesentlicher Bestandteil des Interfaces ist (normale Gefolgsleute sind nur zusammen über eine Flagge steuerbar, die Helden können individuell bewegt werden, sie bewegen sich jedoch auch automatisch, wenn keine Flagge auf der Karte gesetzt ist). Mit setzen der Flagge(n) wird bestimmt, wohin sich der/die Held(en) bewegen soll(en). Mit einem Kampf-Modus kann bestimmt werden, ob der/die Held(en) sich aggressiv, defensiv oder passiv verhalten soll(en). Mit einem Helden-Kontroll-Menü können Helden dahingehend gesteuert werden, dass sie z. B. eine bestimmte Fertigkeit als Nächstes einsetzen, oder Fertigkeiten vom Helden nicht (mehr) eingesetzt werden sollen. Helden bestehen wie die Klassen von Spielern aus einer Primärklasse und einer frei wählbaren Sekundärklasse, wobei die Fertigkeiten, die man mit einem beliebigen Charakter des Spielers erlernt hat, von allen Helden benutzt werden können. Die Sekundärklasse des Helden kann in Städten oder Außenposten beliebig geändert werden. Hat ein Charakter z. B. ein Waldläufer alle Fertigkeiten erlernt, stehen diese allen Waldläufer-Helden und als Waldläufer-Sekundarklasse den Helden der anderen Charaktere des Spielers zur Verfügung.

### Spieler gegen Spieler
Das PvP bietet dem Spieler die Möglichkeit, direkt mit einem Charakter der höchsten Stufe (20) zu spielen, ohne dass man zuvor einen Charakter im PvE erstellen muss. In einer Gruppe können maximal 8 Spieler mitspielen, bei acht Gruppen in einem Turnier sind also nicht mehr als 64 Spieler in einem Kampf möglich. Guild Wars lässt weltweite PvP-Kämpfe zu.

#### Zufallsarenen
In Zufallsarenen werden 4-gegen-4-Kämpfe ausgetragen, die Gruppen werden zufällig zusammengestellt.

In der Zufallsarena weiß der Spieler vorher nicht, welche Art von PvP-Kampf ihm bevorsteht. Es wird zufällig entschieden, ob der Spieler sich einem normalen PvP-Kampf stellen muss, indem er einfach mit seiner Gruppe alle Mitglieder der gegnerischen Gruppe besiegen muss, oder ob er einen der anderen speziellen Kampfmodi bestehen muss. So gibt es zum Beispiel einen Modus, indem die Gruppe zusätzlich zu den Mitgliedern der gegnerischen Gruppe auch noch einen Priester töten muss, der die gegnerische Gruppe, solange er am Leben ist, alle 2 Minuten wiederbelebt.
Nach 25 Siegen wird das Team wieder in den Außenposten gebracht.

#### Aufstieg der Helden
Auf dem Kampfarchipel gelegen, sammeln sich dort Spieler und bilden Gruppen von acht Personen, um dann gegeneinander anzutreten. Man muss mehrere Arenen mit verschiedenen Spielmodi in einem K.O.-Turnier durchlaufen, bis man die Halle der Helden erreicht. Dort treten die Gewinner der vorherigen Arenen gegeneinander an. Das Team, das in der Halle der Helden siegt, wird nach kurzer Zeit von bis zu zwei Teams wieder herausgefordert. Von der Halle der Helden gibt es im Gegensatz zu den anderen Arenen nur eine einzige Instanz. Teams, die sich bereits für die Halle der Helden qualifiziert haben, werden auf einer Sonderkarte in eine Warteschleife gestellt. Für die Gewinner werden aus einer Truhe besonders wertvolle Gegenstände an die Gruppe verteilt (so zum Beispiel das Himmelssigil, welches für den Erwerb einer Gildenhalle nötig ist). Außerdem gewinnt man für einen Sieg Ruhmpunkte. Wenn man viele Ruhmpunkte gesammelt hat, steigt man in Rängen auf. Ab Rang 3 kann man anderen Spielern den eigenen Rang mit Hilfe eines Emotes mitteilen. Die fünf Emotes sind ein Hirsch (Rang 3), ein Wolf (Rang 6), ein Tiger (Rang 9), ein Phönix (Rang 12) und ein Drache (Rang 15).

#### Gildenkämpfe
Zwei Gilden von je acht Spielern pro Gilde (es können auch Gefolgsleute benutzt werden, solange die Gruppe mindestens aus zwei richtigen Spielern besteht) können in Guild-versus-Guild-Kämpfen (kurz: GvG) gegeneinander antreten. Dabei können Gilden entweder individuell herausgefordert werden oder Kämpfe werden automatisch über ein Match-Making-System zugeordnet. Dabei können nur durch die automatischen Begegnungen Punkte für einen höheren Rang in der Gildenweltrangliste gesammelt werden. Der Kampf findet in der Halle der herausgeforderten Gilde bzw. der Gilde mit der niedrigeren Wertung statt. Ziel des GvG ist es, den gegnerischen Gildenherren zu töten oder nach Ablauf des Zeitlimits diesem mehr Schaden zu gefügt zu haben als die generische Mannschaft dem eigenen Gildenherren. Gildenkämpfe, in denen eine Gilde aus den Top 100 der Rangliste teilgenommen hat, können von anderen Spielern mit Zeitversetzung beobachtet werden.

#### Bündniskämpfe
Dieser PvP-Modus ist nur mit Guild Wars: Factions spielbar. Eine Gruppe besteht aus 3 Teams zu je 4 Spielern, wobei sich die Spieler eines Teams vor Beginn zusammenschließen können. Die Teams werden dann jedoch zufällig zu einer Gruppe zusammengewürfelt. In Allianzkämpfen spielt man für eine der beiden Fraktionen, den Kurzick oder den Luxon. Bei diesen Kämpfen kann man Belohnungspunkte für die jeweilige Fraktion gewinnen. Außerdem wird der Grenzverlauf zwischen den Luxon und den Kurzick durch diese Spiele beeinflusst.

#### Kodex-Arena
Die Kodex-Arena wurde vor kurzem hinzugefügt und ersetzt somit die Team-Arenen und Heldenkämpfe.
Die Funktionsweise und Karten sind ähnlich der Team-Arena mit dem einzigen Unterschied, dass nur zufällig ausgewählte Fertigkeiten einer Klasse verfügbar sind. Mit dem Update vom 2. Juni 2011 werden die Skills nun nicht mehr im 8 Stunden Rhythmus geändert, sondern täglich. Des Weiteren darf in einem Team jede Primärklasse nur einmal vergeben sein und man darf nur Elite-Fertigkeiten der eigenen Primärklasse nutzen.

#### Team-Arenen
In Team-Arenen konnten zwei Vierer-Teams in klassischen Deathmatches gegeneinander antreten. Die Gruppen schlossen sich im Gegensatz zu den Zufallsarenen vorher zusammen, das heißt, taktische Planung war mit der ganzen Gruppe möglich.
Die Team-Arena wurde mittlerweile aus dem Spiel entfernt und zusammen mit den Heldenkämpfen durch die Kodex-Arena ersetzt.

#### Heldenkämpfe
Die Heldenkämpfe waren ein 1-gegen-1-Modus, in welchem man 3 Helden mitnehmen konnte. Dieser Modus war nur für Guild Wars: Nightfall verfügbar, jedoch konnten die Spieler auch Helden aus Guild Wars: Eye of the North teilnehmen lassen. Die Heldenkämpfe wurden später aus dem Spiel entfernt und zusammen mit den Team-Arenen durch die Kodex-Arena ersetzt.

### Innovative Gameplay-Mechaniken
Guild Wars unterschied sich von anderen ähnlichen Spielen seiner Zeit durch eine Reihe innovativer Gameplay-Mechaniken. Zu den am häufigsten genannten zählen unter anderem:
- Instanzbasiertes Gameplay: Im Gegensatz zu den meisten MMORPGs seiner Zeit, die auf einer persistenten, offenen Welt basierten, verwendete Guild Wars ein instanzbasiertes System. Außerhalb der Städte und sicheren Zonen erkundeten die Spieler Instanzen, die nur für ihre Gruppe zugänglich waren. Diese Herangehensweise ermöglichte es den Entwicklern, anspruchsvollere und story-orientierte Begegnungen zu gestalten, ohne sich um Überfüllung oder Ressourcenkonkurrenz sorgen zu müssen.
- Koop-Fokus: Guild Wars war von Grund auf für kooperatives Gameplay konzipiert. Die meisten Inhalte des Spiels, einschließlich der Story-Missionen, waren für Gruppen von Spielern gedacht. Um dies zu unterstützen, führte das Spiel computergesteuerte Gefolgsleute (Henchmen) und später Helden ein. Henchmen waren KI-gesteuerte Begleiter, die Spieler bei Bedarf in ihre Gruppe aufnehmen konnten, während Helden fortschrittlichere KI-Begleiter waren, deren Ausrüstung und Fähigkeiten angepasst werden konnten.
- Build-Crafting: Mit Tausenden von verfügbaren Fähigkeiten bot Guild Wars den Spielern ein beispielloses Maß an Freiheit beim Erstellen ihrer Charaktere. Das Spiel ermöglichte Dual-Classing, bei dem die Spieler eine Sekundärklasse wählen und Fähigkeiten aus beiden Klassen kombinieren konnten. Dieses System, oft als Build Wars bezeichnet, ermöglichte eine enorme Vielfalt an Spielstilen und förderte strategisches Denken und Teamarbeit.
- Skillbasiertes Kampfsystem: Im Gegensatz zu vielen MMORPGs, die auf komplexen Rotationen und dem konstanten Nachjagen höherwertiger Waffen und Rüstungen basierten, konzentrierte sich Guild Wars auf ein skillbasiertes Kampfsystem. Der Erfolg im Kampf hing mehr von der strategischen Auswahl und dem Timing von Fähigkeiten als von der Ausrüstung oder dem Level eines Spielers ab.

## Wissenswertes
- Die Tanz-Emotes der Krieger/-in stammen aus der Tanzszene von Uma Thurman und John Travolta aus dem Film Pulp Fiction von Quentin Tarantino. Die weibliche Nekromantin tanzt die Choreografie des Liedes Thriller von Michael Jackson. Der männliche Mesmer tanzt irischen Stepptanz im Stile von Riverdance. Der männliche Paragon tanzt die Choreografie des Liedes Beat It von Michael Jackson.
- Unter den Optionen kann man die Kunstsprache Bork! Bork! Bork! auswählen. Sie ist eine Anspielung auf den dänischen Chefkoch, der im englischen Original Die Muppet Show einen Kauderwelsch aus Englisch und Schwedisch von sich gibt.
- Um genügend CPU-Ressourcen für andere Programme freizuhalten setzt Guild Wars beim Minimieren automatisch die Priorität auf Niedrig.
- Für das Balancieren aller Charakterklassen geht ArenaNet einen neuen Weg: Bei allen Spielen wird die statistische Anzahl der im Spiel verwendeten Fähigkeiten gemessen und das Spiel in unregelmäßigen Balanceupdates daran angepasst.
- Die Programmierer von ArenaNet lassen ihren vorherigen Arbeitgeber Blizzard nicht unter den Tisch fallen: Die Server von Guild Wars benutzen, wie das Battle.net, den Port 6112.

### Zeitleiste
| 19. April 2003             | Guild Wars wird offiziell angekündigt |
| 12. bis 14. Mai 2004       | Ein Wochenende lang testen mehr als 200.000 Spieler im Rahmen von E3 for everyone die Betaversion von Guild Wars |
| 29. bis 31. Oktober 2004   | Im World Preview Event – ähnlich ausgelegt wie das E3 Event – testen mehr als 400.000 Spieler Guild Wars |
| ab November 2004           | Monatliche Betatests für einen geschlossenen Personenkreis und Käufer, die bereits Guild Wars vorbestellt haben |
| 28. April 2005             | Veröffentlichung in USA und Europa |
| 25. Mai 2005               | Veröffentlichung in Südkorea |
| 7. September 2005          | Bereitstellung des ersten, kostenlosen Sommer-Updates: Hochofen der Betrübnis |
| ab September 2005          | Vorbereitung für die Veröffentlichung in Japan, Taiwan, Hongkong und Macau |
| 22. September 2005         | Mehr als eine Million Accounts wurden aktiviert, NCsoft veröffentlicht eine Sonderedition von Guild Wars |
| 10. Januar 2006            | Guild Wars: Factions wird offiziell angekündigt |
| 20. bis 22. Januar 2006    | Während des Guild Wars: Factions PvP Wochenendes konnten die PvP-Inhalte der Erweiterung getestet werden |
| 27. Januar 2006            | Veröffentlichung in Japan |
| 7. Februar 2006            | Veröffentlichung in Taiwan, Hong Kong und Macau |
| 24. bis 26. März 2006      | Im Zuge des Guild Wars Factions Preview-Event Weekends testeten mehr als 500.000 Spieler einen Teil der neuen PvE-Inhalte |
| 27. April 2006             | Alle Spieler mit einem Pre-Order Code konnten Guild Wars: Factions schon einen Tag vor dem offiziellen Erscheinungsdatum spielen („Tag des Tengu“)                                                                              |
| 28. April 2006             | Weltweiter Erscheinungstermin von Guild Wars: Factions |
| 19. Juni 2006              | Guild Wars wurde mehr als zwei Millionen Mal verkauft. |
| 28. Juli 2006              | Online-Shop eingefügt |
| 28. bis 30. Juli 2006      | Während des Nightfall PvP Events konnte man die beiden neuen Klassen, Derwisch und Paragon, anspielen. |
| 22. bis 25. September 2006 | Während des Nightfall World Preview Events konnten fast 500.000 Spieler die erste Provinz Elonas, Istan, anspielen. |
| 27. Oktober 2006           | Weltweiter Erscheinungstermin Guild Wars: Nightfall |
| 1. Dezember 2006           | Das Elite-Gebiet von Nightfall, das Tor der Pein wird eröffnet. |
| 13. Dezember 2006          | Guild Wars wurde mehr als drei Millionen Mal verkauft. |
| 27. März 2007              | ArenaNet kündigt offiziell Guild Wars: Eye of the North (kurz GWEN) und Guild Wars 2 an. |
| 19. April 2007             | Der schwere Modus für Level 20 Charaktere wird eingeführt. |
| 20. Juli 2007              | Guild Wars: Eye of the North Pre-Release-Bonuspack veröffentlicht. |
| 21. August 2007            | Guild Wars wurde mehr als vier Millionen Mal verkauft. |
| 31. August 2007            | Die Erweiterung Guild Wars: Eye of the North ist weltweit erschienen. |
| 1. Dezember 2007           | Das Guild-Wars-Bonus-Missionen-Pack ist weltweit für die erschienen, die von Juli bis Oktober mindestens € 26,99 im Ingame-Store ausgegeben haben                                                                               |
| 28. Januar 2008            | Das Guild-Wars-Bonus-Missionen-Pack ist käuflich zu erwerben |
| 26. Februar 2008           | Guild Wars wurde mehr als fünf Millionen Mal verkauft. |
| 24. April 2009             | Guild Wars wurde mehr als sechs Millionen Mal verkauft. |
| 2. April 2010              | Der "Krieg in Kryta" wird als Spielinhalt hinzugefügt um die Wartezeit auf Guild Wars 2 zu verkürzen und einen storytechnischen Übergang zu schaffen.                                                                           |
| 26. Mai 2010               | Arena Net verbannt über 3700 Accounts aus dem Spiel. Die Begründung dafür war, dass die betroffenen Accounts Matchmanipulation betrieben haben und nicht autorisierte Dritt-Anbieter-Programme (sogenannte Bots) benutzt haben. |

## Erweiterungen

### Sommerupdate: Hochofen der Betrübnis
Das am 7. September 2005 erschienene kostenlose Update erweitert Guild Wars um zwei Regionen und neue Gegenstände, die nur von bestimmten Bossmonstern fallen gelassen (gedroppt) werden können. Darüber hinaus wurde die Spielbalance geändert, Farming mit Bots erschwert und Änderungen an der GUI vorgenommen.

### Guild Wars – Factions
Am 28. April 2006 erschien das zweite Kapitel der Guild-Wars-Saga. Es handelt sich um ein eigenständiges Spiel, das auch unabhängig von Guild Wars installiert und gespielt werden kann. Es soll genauso umfangreich sein wie das Originalprogramm und – neben einer komplett neuen Welt – neue Waffen, Fertigkeiten für alle Klassen, zwei (vier für nur Factions Spieler) Charakterslots, zwei neue Charakterklassen (Assassine und Ritualist) beinhalten.
Das PvP-System erfuhr einige Neuerungen: So befinden sich nun alle PvP-Arenen zentral auf einem Kampfarchipel, inklusive neuer Trainingsarenen. Die Gilden können sich zu Allianzen zusammenschließen und in neu gestalteten 12-gegen-12 Capture the Point gegeneinander antreten, um z. B. die Kontrolle über eine Stadt zu erringen, spezielle Belohnungen inbegriffen. Darüber hinaus wird das Belohnungssystem überarbeitet. Anfangs gab es leichte Probleme mit dem Allianz-System, welche aber nach kurzer Zeit wieder behoben werden konnten.
Im PvE-Modus werden dem Spieler im neuen Tutorial zusätzlich taktische Vorgehensweisen wie z. B. das „callen“ (engl., hier: markieren) von angegriffenen Monstern erklärt. Die Spieler können sich einer der zwei Fraktionen (engl.: Factions), den Luxon oder den Kurzicks, anschließen und damit auch den Handlungsbogen der Geschichte beeinflussen. Darüber hinaus wurden PvE-Titel (wie z. B. der „Großmeisterkartograph“, sowohl für die alte Welt Tyria, als auch die neue Welt Cantha) eingeführt.

### Guild Wars – Nightfall
Der dritte Teil ist am 27. Oktober 2006 erschienen und ist wie Factions ein eigenständiges Spiel. Auf der E3 2006 wurde Pressevertretern erste Szenen aus dem Spiel gezeigt. Hintergrundkultur für das Spiel ist Nordafrika und der Orient. Auf der Games Convention 2006 in Leipzig wurden bereits einige Inhalte und Neuerungen des dritten Kapitels von den Entwicklern und der Community Managerin Gaile Gray präsentiert.
Am 18. Juli wurde das Spiel Guild Wars: Nightfall offiziell angekündigt und die zwei neuen Klassen bekannt gegeben. Dabei handelt es sich um den „Derwisch“, einen sensenschwingenden Nahkämpfer, der mit seiner Sense mehrere Gegner auf einmal treffen kann, und den „Paragon“, den Schutzengel der Elonier (Bewohner des Kontinents Elona, in dem Nightfall spielt), einen mit Schutzschild und Speer bewaffneten Unterstützer, der mit Schlachtgesängen und Liedern die Gruppe verstärkt. Vom 28. Juli bis zum 31. Juli fand ein PvP-Preview-Weekend statt bei dem man die beiden neuen Klassen anspielen konnte. An einem weiteren Event vom 22. bis 25. September – diesmal jedoch für PvE – konnten auch Spieler ohne einen Guild-Wars-Account teilnehmen und den neuen Kontinent kennenlernen.

### Eye of the North
Die Erweiterung erschien am 31. August 2007. Es schließt die Geschichte von Guild Wars ab und benötigt mindestens eine der drei Kampagnen als Voraussetzung. Die zusätzlichen Gebiete sind auf Stufe-20-Charaktere zurechtgeschnitten. Falls die Gebiete mit Charakteren niedrigerer Stufe betreten werden, gleicht das Spiel deren Attribute an diese Schwierigkeit an. Dort kämpft man mit Verbündeten aus Norn, Asura, Zwergen und der Ebon-Vorhut. Das Spielgeschehen findet im nördlichen bzw. südlichen Teil des Kontinents Tyria der Prophecies Kampagne statt.
Eye of the North ist eine wichtige Verbindung zwischen Guild Wars und Guild Wars 2.

### Bonusmissions-Pack
Das Guild-Wars-Bonusmissionen-Pack ist eine Erweiterung von Guild Wars und wurde am 30. November 2007 veröffentlicht. Es stand ursprünglich nur all jenen zur Verfügung, die zwischen dem 5. Juli 2007 und dem 31. Oktober 2007 26,00 Euro (29,00 US-Dollar) im Guild-Wars-Store oder auf PlayNC ausgegeben haben. Seit dem 28. Januar 2008 kann es für 8,99 Euro im Guild-Wars-Store oder in ausgewählten Online-Shops (z. B. 4u2play.de) erworben werden. Dabei erhält man keinen physischen Gegenstand, sondern nur einen Code per E-Mail. Mit diesem konnte man vier Geschichten wichtiger Vorfahren nacherleben.

### Guild Wars Beyond
Seit Anfang 2010 werden kleinere kostenlose Erweiterungen veröffentlicht, die die Geschichte zwischen Guild Wars und Guild Wars 2 erzählen sollen. Im Ingame-Store können Spieler optional passende Kostüme, eine spezielle Sorte von Rüstungen, kaufen.
Guild Wars Beyond wird in mehrere Teile unterteilt, welche nach und nach veröffentlicht werden sollen. Aber auch die einzelnen Teile werden nicht als ganzes veröffentlicht, sondern in kleinen Abschnitten. Bisher veröffentlichte bzw. angekündigte Teile sind:
- Krieg in Kryta (in mehreren Teilen zwischen dem 2. April und 9. Juli 2010 veröffentlicht): Das Volk von Kryta lehnt sich gegen seine Besatzer vom Weißen Mantel und deren Götter, die Mursaat, auf. Die Spieler unterstützen die Krytaner sowie die Anhänger der Glänzenden Klinge bei ihrem Bürgerkrieg und erhalten nach der finalen Schlacht die Möglichkeit, neue Waffen zu erhalten, die speziell für den Krieg in Krieg in Kryta entworfen wurden. Während des Krieges sind in Kryta stärkere Gegner zu finden und die Spieler können an Kopfgeldjagden auf führende Weißer-Mantel-Mitglieder sowie an fünf neuen Missionen teilnehmen.
- Herzen des Nordens (in zwei Teilen am 18. November und 16. Dezember 2010 veröffentlicht): In der finalen Schlacht des Krieges in Kryta geht mit Leutnant Thackeray der Vorfahre einer der menschlichen Hauptpersonen in Guild Wars 2 verloren. Im Rahmen der Herzen-des-Nordens-Kampagne, die daher erst nach Abschluss des Krieges in Kryta gespielt werden kann, spielt der Spieler in vier Missionen nach, was passiert ist. Am Ende steht die Hochzeit des wiedergefundenen Leutnant Thackeray und Gwen, einer wichtigen Person aus den Teilen Prophecies und Eye of the North.
- Cantha – Winds of Change: Wind des Wandels ist der dritte Teil der Guild Wars Beyond-Reihe. Er handelt von den Ereignissen in Cantha, die sich um das Ministerium der Reinheit und die Reinigung von den Befallenen dreht. Der Spieler unterstützt zu Beginn das Ministerium der Reinheit in Form von Zei Ri, einige Gebiete in Cantha von der Infektion der Befallenen zu befreien. Dieser Part ist nur für Spieler verfügbar die, die Storyline von Factions abgeschlossen haben. Winds Of Change erschien am 8. Juli 2011.

### Guild Wars – Utopia
Guild Wars – Utopia war der Name der geplanten vierten eigenständigen Kampagne für Guild Wars, die auf Guild Wars – Nightfall folgen sollte. Die Entwicklung von Utopia wurde Anfang 2007 eingestellt. Utopia sollte sich in Xotecha abspielen, einer Insel der Realität in den Nebeln, dem Multiversum des Guild Wars-Settings. Im Gegensatz zu den anderen Kampagnen, die auf dem Kontinent Tyria spielten, war Xotecha kein Teil dieser Welt.
Die Erweiterung sollte sich durch ein innovatives Feature auszeichnen, bei dem die Entscheidungen der Spieler die Spielwelt kollektiv beeinflussen würden. Die Entwickler wollten den Spielern die Möglichkeit geben, durch Quests Entscheidungen zu treffen, die Konsequenzen für die gesamte Community haben würden. So sollte die Geschichte des Spiels im Laufe der Zeit auf der Grundlage der Entscheidungen der Spielergemeinschaft dynamisch und verzweigt verlaufen. Zwei neue Klassen, der Chronomant und der Beschwörer (Summoner), waren für Utopia geplant.
Die Umsetzung der ambitionierten Features von Utopia stieß jedoch auf technische Herausforderungen. Das instanzbasierte Design von Guild Wars erwies sich als ungeeignet für die Implementierung der geplanten dynamischen und verzweigten Story-Elemente. Die Entwickler erkannten, dass die Engine von Guild Wars die Umsetzung ihrer Vision für Utopia nicht ermöglichte und entschieden sich schließlich, das Projekt zugunsten der Entwicklung von Guild Wars 2 einzustellen.
Obwohl Utopia nie veröffentlicht wurde, flossen viele seiner Ideen und Konzepte in die Entwicklung von Guild Wars 2 ein. Das dynamische Event-System, die Chronomanten-Klasse (als Elite-Spezialisierung für den Mesmer) und die Verwendung der Nebel als Setting in Guild Wars 2 sind Beispiele dafür, wie Elemente aus Utopia im Nachfolger integriert wurden.

## Hintergründe

### Bewertungen
| Magazin / Webseite   | Prophecies | Factions   | Nightfall  | Eye of the North |
| -------------------- | ---------- | ---------- | ---------- | ---------------- |
| GameStar             | 88 %       | 90 %       | 91 %       | 91 %             |
| PC Games             | 90 %       | 86 %       | 84 %       | 83 %             |
| PC Action            | 9/10       | 8,6/10     | 8,4/10     | 8,3/10           |
| 4Players             | 85 %       | 85 %       | 90 %       | -                |
| gamona               | -          | 89 %       | 90 %       | 81 %             |
| Computer Bild Spiele | Gut (2,03) | Gut (1,99) | Gut (1,89) | Gut (1,94)       |
| Onlinewelten         | 89 %       | -          | -          | 87 %             |

| Meta-Bewertungen | Prophecies | Factions | Nightfall | Eye of the North |
| ---------------- | ---------- | -------- | --------- | ---------------- |
| Metascore        | 88 %       | 84 %     | 84 %      | 79 %             |
| GameRankings     | 88,86 %    | 85,59 %  | 84,20 %   | 79,26 %          |

### Auszeichnungen
- 2005: Silberner Pädi in der Kategorie Multimedia-Angebote für Jugendliche
- 2005: Best MMORPG und Best Value von GameSpy
- 2005: Best Persistent World Game und Best RPG von IGN
- 2006: PC Game of the Year, Best Action RPG und Best Graphics – Artistic von der Zeitschrift Play Magazine
- 2006: Best Graphics, Best PvP von mmog-welten
- 2006: Multiplayer Game of the Year von EMMX Conference für Factions
- 2006: MMORPG des Jahres von GameSpy
- 2006: Online-Rollenspiel des Jahres von 4Players für Nightfall
- 2006: Spiel des Jahres von MMORPG.com
- 2006: Online Spiel des Jahres von GameStar für Factions/Nightfall
- 2006: Bestes MMO und Bestes Preis/Leistungs-Verhältnis von PC Gamer für Nightfall
- 2006: Bestes Online/Multiplayerspiel von 1UP für Nightfall
- 2006: Bestes MMOG vom Gamona Leser-Award für Nightfall
- 2006: Spiel des Jahres für Nightfall, Beste Grafik und Beste Spielidee für Guild Wars von OnlineWelten

### DirectSong
Guild Wars bietet als erstes Spiel die DirectSong-Erweiterung an. Damit kann man auf der DirectSong-Website Musik erwerben, die – sofern in den Spieleordner kopiert – dann in speziellen Regionen zusätzlich zu dem normalen Soundtrack gespielt wird.

### Entwickler
Das in Seattle ansässige Spielestudio ArenaNet wurde von den ehemaligen Blizzard-Mitarbeitern Mike O’Brien, Pat Wyatt und Jeff Strain gegründet. Auf ihre Konten gehen Spiele wie Warcraft, Diablo, StarCraft und Fortsetzungen, sowie die Onlineplattform Battle.net.
ArenaNet ist ein Tochterunternehmen des südkoreanischen Publishers NCsoft.

### Grafik-Engine
Guild Wars benutzt eine proprietäre DirectX-9-Engine (vor dem 23. März 2006 DirectX-8), die sich durch niedrige Ladezeiten und Hardwareanforderungen auszeichnet. Zu den Features zählen Partikeleffekte, Wasserspiegelungen und in Echtzeit berechnete Schatten. Hinzu kommt ein Weichzeichner. Für die Umgebung wird eine Mischung aus Erhebungsgittern für die Landschaftsdarstellung und grafischen Primitiven für Häuser etc. verwendet. Texturen besitzen abstufbaren Glanz, bei der Landschaft werden vor allem Sprites verwendet.
Das Spiel kann seit dem 23. März 2006 die vorherige DirectX-8-Engine mittels Startparameter („-dx8“) verwenden.

### Streaming-Technik
Guild Wars besitzt eine bis dato im MMORPG-Genre einzigartige Streaming-Technik. Durch sogenannte intelligente Streams wird nur immer derjenige Teil des Spiels aktualisiert, den man momentan spielt (d. h. Stadt, Gebiet, Instanz). Anders als bei herkömmlichen Spielen (wie z. B. auch World of Warcraft) entfällt so das Herunterladen eines kompletten Patches. Dieses Verfahren wird sowohl beim Laden der Gebiete als auch während des Spielens im Hintergrund angewendet.
Auch beim Internet-Kauf des Spiels braucht man anfangs nur den 118 KByte großen Client. Beim ersten Spielstart werden dann nur die erforderlichen Daten heruntergeladen. Man kann auch alle Daten direkt herunterladen, indem man beim Programmaufruf den Parameter „-image“ verwendet. Dies nimmt einige Zeit in Anspruch, erspart aber später längere Ladezeiten.

## Online-Shop
Seit dem 28. Juli 2006 haben die Spieler die Möglichkeit, nach dem Einloggen einen Online-Shop zu betreten. Die dort gekauften Sachen werden direkt dem Account hinzugefügt, daher bekommt man beim Kauf eines Produktes keine Datenträger, Handbücher oder Ähnliches. Es können alle Kampagnen, zusätzliche Charakterplätze und andere Aufwertungen erworben werden. Des Weiteren sind Ausrüstungsgegenstände kosmetischer Art zu erwerben, die in regelmäßigen Abständen erweitert werden.

## Romane
Im Jahr 2010 erschien der Roman Guild Wars: Die Geister von Ascalon von Matt Forbeck und Jeff Grubb auf Deutsch. Die Handlung des Romans spielt 250 Jahre nach der Geschichte von Guild Wars und bildet den Übergang zum zweiten Teil des Online-Spieles. Der zweite Band Guild Wars: Die Herrschaft der Drachen, geschrieben von J. Robert King und Tobias Toneguzzo erschien im April 2011 auf Deutsch. Der dritte Band erschien Juli 2013 auf Deutsch unter dem Titel Guild Wars: Das Meer des Leides. Geschrieben wurde er von Ree Soesbee und erzählt die Geschichte, wie Löwenstein unterging und wieder aufgebaut wurde. Alle drei Romane erschienen im Panini Verlag.